# シトリルCoAリアーゼ
シトリルCoAリアーゼ(Citryl-CoA lyase、EC 4.1.3.34)、以下の化学反応を触媒する酵素である。
(3S)-シトリルCoA{\displaystyle \rightleftharpoons }アセチルCoA + オキサロ酢酸
従って、この酵素の基質は(3S)-シトリルCoAのみ、生成物はアセチルCoAとオキサロ酢酸の2つである。
この酵素はリアーゼ、特に炭素-炭素結合を切断するオキソ酸リアーゼに分類される。系統名は、(3S)-シトリルCoA オキサロ酢酸リアーゼ (アセチルCoA形成)((3S)-citryl-CoA oxaloacetate-lyase (acetyl-CoA-forming))である。この酵素は、クエン酸回路に関与している。